# سنگ‌نوشته تخت خان
سنگ نوشته تخت خان مربوط به دوره قاجار است و در شهرستان ایلام، بخش صالح آباد، روستای بانروشان واقع شده‌است. ظاهر سنگ نوشته به صورت متوازی‌الأضلاع در ابعاد ۱۴۵×۱۹۰ سانتی‌متر می‌باشد و در ابتدا به جهت فراهم آمدن سطح صاف آن را حدود دو سانتیمتر تراش داده‌اند و سپس حروف و کلمات را با خط نستعلیق بر روی آن حک کرده‌اند که متن کتیبه بیان‌کننده شجره نامه والیان و برخی از خدمات عمرانی غلامرضا خان فیلی می‌باشد.
این اثر در تاریخ ۱۷ اسفند ۱۳۸۱ با شمارهٔ ثبت ۷۹۹۹ به‌عنوان یکی از آثار ملی ایران به ثبت رسیده است.